# Janusz Polański
Janusz Polański (ur. 14 lutego 1951, zm. 6 marca 2011) – polski pianista i pedagog muzyczny. 

## Życiorys
Absolwent Konserwatorium im. Piotra Czajkowskiego w Moskwie, gdzie studiował pod kierunkiem prof. Lwa Oborina oraz prof. Jakuba Milsteina. Następnie naukę kontynuował w Podyplomowym Studium Pianistycznym w Warszawskiej Akademii Muzycznej im. Fryderyka Chopina, w klasie prowadzonej przez prof. Wiktora Mierżanowa.
Już w młodości odnosił liczne sukcesy, będąc między innymi laureatem I nagrody na młodzieżowym Ogólnopolskim Konkursie Muzyki Rosyjskiej, III nagrody na Konkursie im. L. Różyckiego oraz II nagrody i nagrody specjalnej na VII Międzynarodowym Konkursie Pianistycznym w Belgradzie. 
Z powodzeniem rozpoczął działalność koncertową jeszcze podczas studium w moskiewskim konserwatorium. W trakcie swojej kariery koncertował między innymi w Polsce, Rosji, Bułgarii, Czechach, Niemczech, Włoszech, Francji, Tunezji i Austrii. Od 1977 pracował jako solista w Filharmonii w Warnie, a następnie piastował funkcję koncertującego solisty w Centrum Koncertowo-Artystycznym przy Ministerstwie Kultury Bułgarii i Agencji Muzyki Kameralnej. Występował na wielu międzynarodowych festiwalach muzycznych w tym Festiwal Estival de Paris, München Piano Festiwal, Sofia Sumer Festiwal, Festiwal Warneńskie Lato, Międzynarodowe Festiwale Jennesses Musicales w Częstochowie, Olsztynie, Kielcach.
Dokonał nagrań radiowych w Sofii, Belgradzie, Monachium, Katowicach i Warszawie oraz nagrań płytowych (płyta Klejnoty muzyki polskiej z 2007). 
Od 2001 był adiunktem w Katedrze Instrumentalistyki w Instytucie Muzyki Wydziału Artystycznego w Cieszynie Uniwersytetu Śląskiego w Katowicach. Przewód artystyczny pierwszego stopnia zrealizował na Akademii Muzycznej im. Karola Szymanowskiego w Katowicach pod kierunkiem prof. Andrzeja Jasińskiego. Jako wykładowca akademicki prowadził zajęcia z gry na fortepianie i nauki akompaniamentu.